# Oued Saoura
Der Oued Saoura ist ein Fluss in der westlichen algerischen Sahara, dessen Flusstal die Westgrenze des Westlichen Großen Erg bildet. Er bildet das aus dem Atlasgebirge am weitesten nach Süden in die Sahara vordringende Flusssystem. In seinem Tal gibt es eine Reihe Oasen. Der Fluss gab den Namen für den ganzen westlichen Teil der algerischen Sahara als Name einer Provinz, bis diese in die Provinzen Adrar, Bechar und Tindūf aufgeteilt wurde.

## Verlauf
Das Tal des Oued Saoura nimmt seinen Ursprung am Zusammenfluss von Oued Guir und Oued Zousfana vier Kilometer nördlich von Igli. Sein Tal verläuft relativ geradlinig in südsüdöstlicher Richtung. Er verbindet der Reihe nach die dort liegenden Oasenstädte, zunächst bei Kilometer 60 Béni Abbès, gefolgt von Tamtert (Kilometer 107), El Ouata (Kilometer 116,5), Béni Ikhlef (Kilometer 163), Kerzaz (Kilometer 187), Timoudi (Kilometer 222), Ouled Khoudir (Kilometer 233) und Ksabi (Kilometer 260). Im Unterlauf umrundet der Oued Saoura ab Kilometer 275 in einer Rechtskehre die Kette der Ougarta-Berge, die ihn vom Sebkha el Melah trennen und mündet sodann von Südosten in diesen abflusslosen See ein. Die Kilometer 267 bis 285 an der Kehre der Talrichtung liegen in der Provinz Adrar.
Am südlichsten Punkt dieser Kehre des Oued Saoura zweigt bei Foum el Kheneg ein sandiges Trockental ab, das die ursprüngliche Fließrichtung des Oued Saoura vor der Kehre wieder aufnimmt. Dieser 320 Meter hoch gelegene Abzweig ist der Ausgangspunkt des Oued Messaoud. Sollte das Becken des derzeit abflusslosen Sebkha el Melah in früheren Zeiten einmal bis zu diesem Niveau mit Wasser gefüllt gewesen sein, so hätte er über den Oued Messaoud einen Abfluss gehabt. 
Auf ganzer Länge begleitet die Nationalstraße 6 bis zur Talkehre den Oued Saoura und verbindet die weiter oben genannten Oasenstädte miteinander.

## Flussgeschichte
Es gibt Theorien, nach denen der Saoura einst zur Grünen Saharazeit in den Paläo-See Ahnet-Mouyder mündete.